# Ford Kuga
La Ford Kuga est un SUV compact produit par le constructeur automobile américain Ford depuis 2008. La première génération remplace le Ford Maverick, un Nissan Terrano ou un Ford Escape rebadgé. La deuxième génération, sortie début 2013, est le Ford Escape III américain de 2012. La troisième génération est présentée en 2019.

## Première génération (2008-2013)

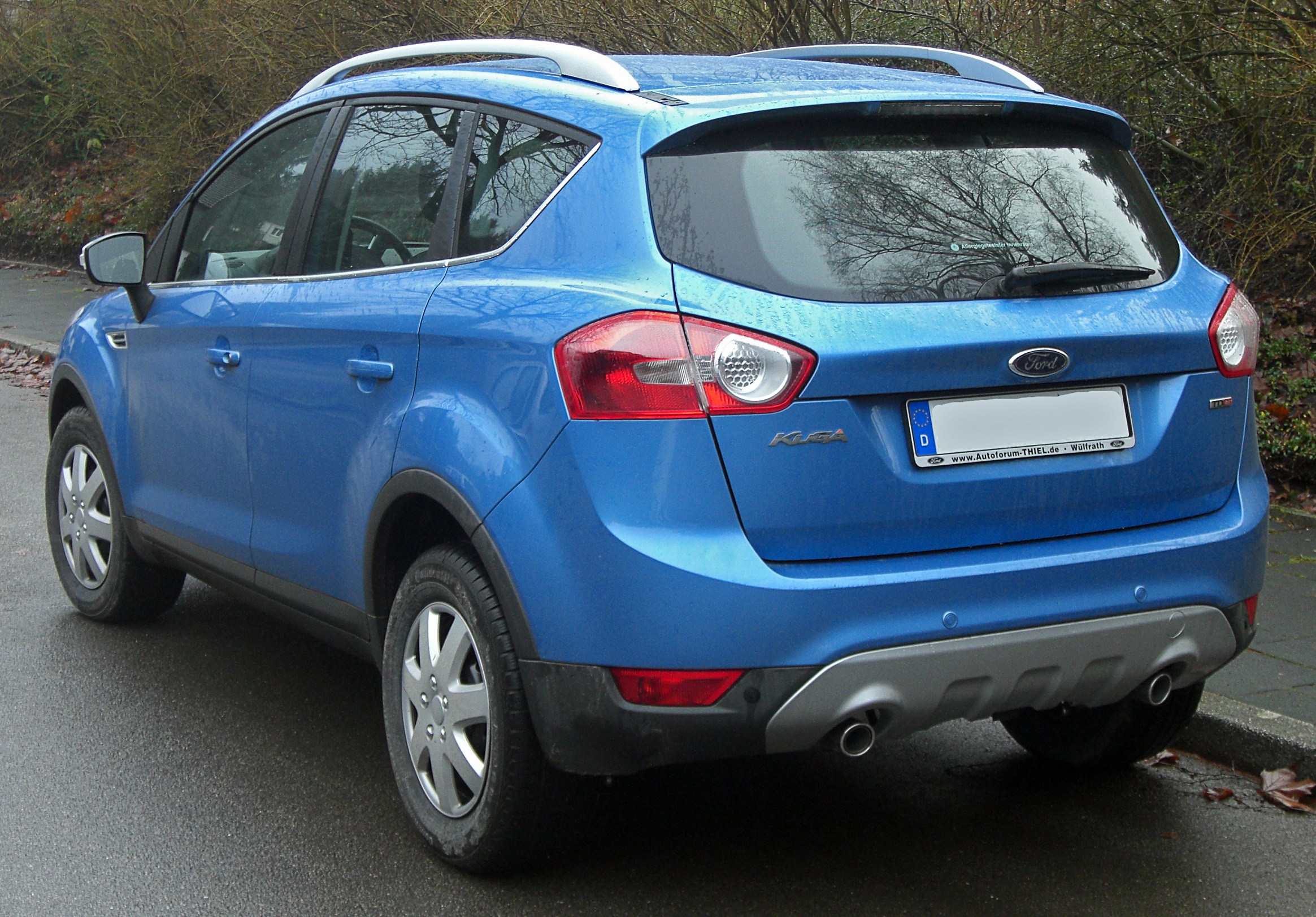
Ford Kuga I

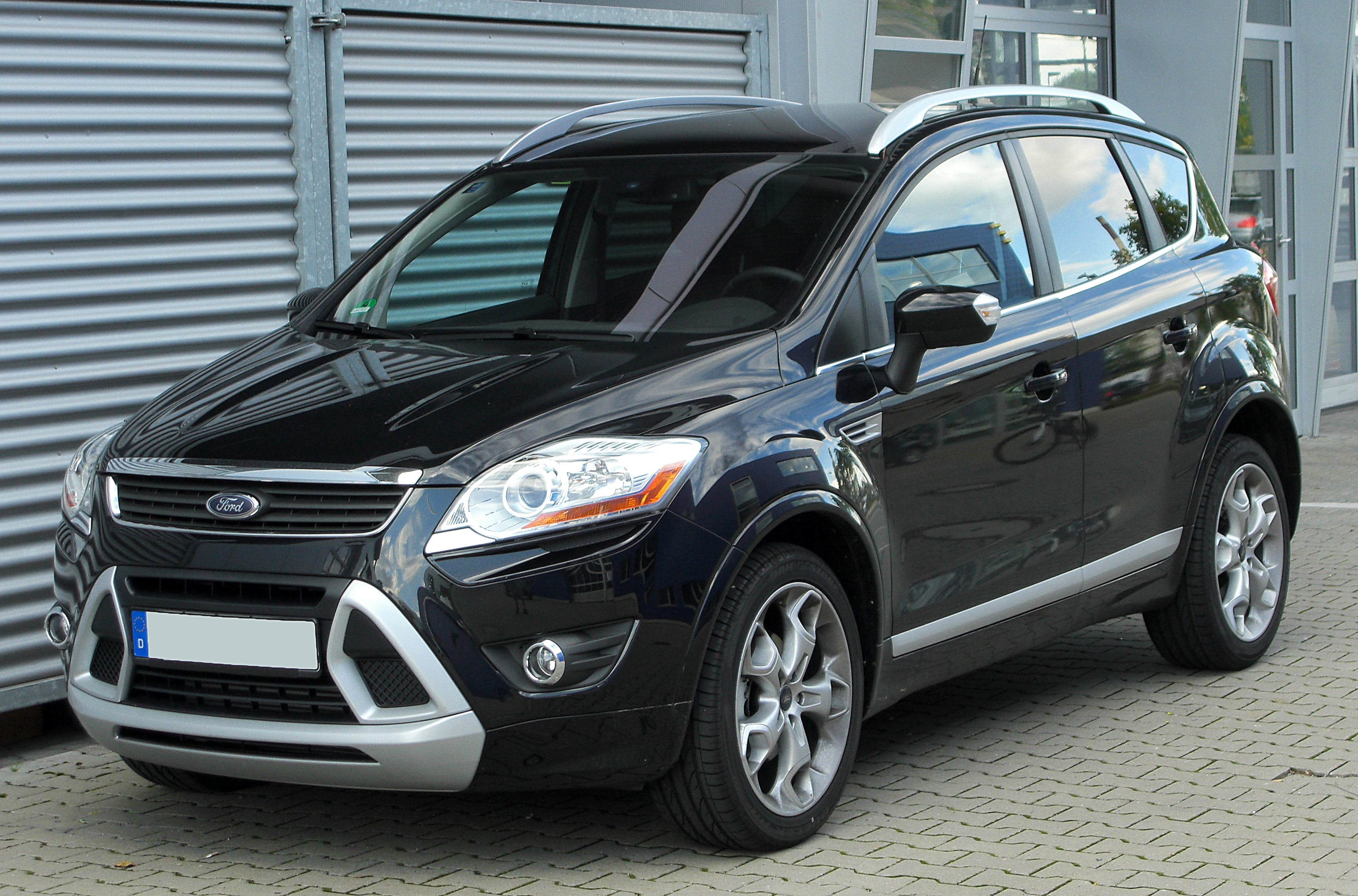
Ford Kuga I Individual

Présenté en septembre 2007 au salon de l'automobile de Francfort, le Ford Kuga est le premier crossover compact de la marque automobile américaine Ford pour l'Europe.
Lancé en juin 2008 et assemblé à Sarrelouis en Allemagne, il concurrence les Volkswagen Tiguan, Toyota Rav4, Renault Koleos, etc. Au Royaume-Uni, mettant l'accent sur les aspirations haut de gamme de la voiture pour ce marché, seules les spécifications haut de gamme Zetec et Titanium sont proposées. La consommation de carburant combinée est de 44,1 miles par gallon impériaux (6,41 litres aux 100 km; 36,7 miles par gallons US) et les émissions de CO2 sont de 169 g/km.
Il est conçu sur la plate-forme C1 des Ford C-Max et Focus.

### Moteurs
Essence
- Cinq cylindres en ligne Duratec turbo 2,5 L de 200 PS (147 kW ; 197ch)

Diesel
- Duratorq 2,0 L de 136 PS (100 kW ; 134ch)
- Duratorq 2,0 L de 163 PS (120 kW ; 161ch), modèles 4 × 4 et Powershift

### Gamme & Prix (2008)
Le Ford Kuga est disponible avec deux finitions en France :
- Trend
- Titanium

Il est proposé en versions traction ou avec transmission intégrale.
- 2.0 TDCi Trend 4 × 2 : 27 350 €.
- 2.0 TDCi Titanium 4 × 2 : 28 550 €.

Pour les quatre roues motrices, il faut rajouter 2 000 €.

### Marchés mondiaux
Un rapport du 20 juillet 2007 indiquait que les dirigeants de Ford envisageaient des perspectives de ventes en Amérique du Nord. Cette idée a ensuite été abandonnée, après avoir déterminé que la voiture ne pouvait pas être vendue à la fois à un prix compétitif et avec un profit aux États-Unis, en raison du taux de change actuel du dollar par rapport à l'euro.
Le 24 juillet 2008, WDIV-TV a annoncé qu'après tout, Ford envisageait de ramener le Kuga en Amérique du Nord. Le 22 octobre 2009, des informations ont été divulguées selon lesquelles Ford construirait le Kuga dans son usine de Louisville, peut-être sous le nom de Ford Escape de 2012.
Le 23 juin 2010, Ford a annoncé qu'elle mettrait fin à la production de l'Escape de deuxième génération en 2011 en prévision du lancement du Kuga nord-américain en tant qu'Escape de nouvelle génération. Le Ford Kuga est également disponible en Argentine depuis 2010; au Japon, en Afrique du Sud et en Nouvelle-Zélande depuis 2011; et en Australie depuis mars 2012.
Un lifting a été mis en vente fin 2010, après avoir été révélé en juillet 2010.
Le Kuga redessiné a servi de base au Ford Escape de 2013 vendu aux États-Unis. Ford a annoncé en mai 2010 qu'il construirait des hybrides non spécifiés dans une usine de Valence, en Espagne, et offrirait probablement une option hybride aux deux véhicules. Le Kuga Hybrid serait le premier véhicule hybride de Ford à être vendu en Europe, bien qu'ils aient vendus plus de 100 000 et Mercury Mariner Hybrid aux États-Unis depuis 2004.

## Deuxième génération (2013-2020)
La seconde génération du Ford Kuga est présentée au salon international de l'automobile de Genève 2012 pour une commercialisation en Europe en 2013.
Le Kuga de deuxième génération est principalement développé par Ford Europe, développé dans le cadre de la politique "One Ford", qui stipule que Ford ne conçoit qu'un seul modèle dans chaque segment pour être vendu dans le monde. Le nom Ford Escape est utilisé en Amérique du Nord, remplaçant là-bas le modèle du même nom.
Le Kuga fait suite au concept Vertrek, développé pendant neuf mois au studio de design de Ford à Cologne. Pour le modèle de production, les concepteurs et les ingénieurs de Cologne étaient responsables de la conception de la carrosserie et de la plate-forme C1, le haut de la carrosserie et l'intérieur proviennent de Detroit et les groupes motopropulseurs sont fabriqués par Ford Dagenham.
Les brevets de janvier 2011 répertorient les designers comme étant Patrick Verhee, Stefan Lamm, Kemal Curic et Andrea Di Buduo de Ford Allemagne,. L'assemblage final des modèles européens est réalisé à l'usine Ford de Valence en Espagne. Ford affirme que le Kuga et l'Escape ont 80% de points communs.

### Phase 2
Le Ford Kuga II restylé est présenté en février 2016 au Mobile World Congress à Barcelone. Il reçoit la nouvelle connectivité Sync3 logée dans un grand écran tactile de 8 pouces, des phares à LED avec une nouvelle calandre qui le rapproche de son grand frère le Ford Edge et des feux arrière à diodes, l'aide au stationnement perpendiculaire, l'Active City Stop désormais opérationnel jusqu'à 50 km/h, une gestion de trafic d'intersection, un éclairage adaptatif et des commandes vocales plus perfectionnées. Le Kuga 2 restylé est dévoilé au Salon international de l'automobile de Genève 2016.

Ford Kuga II Phase 2 (Vignale)
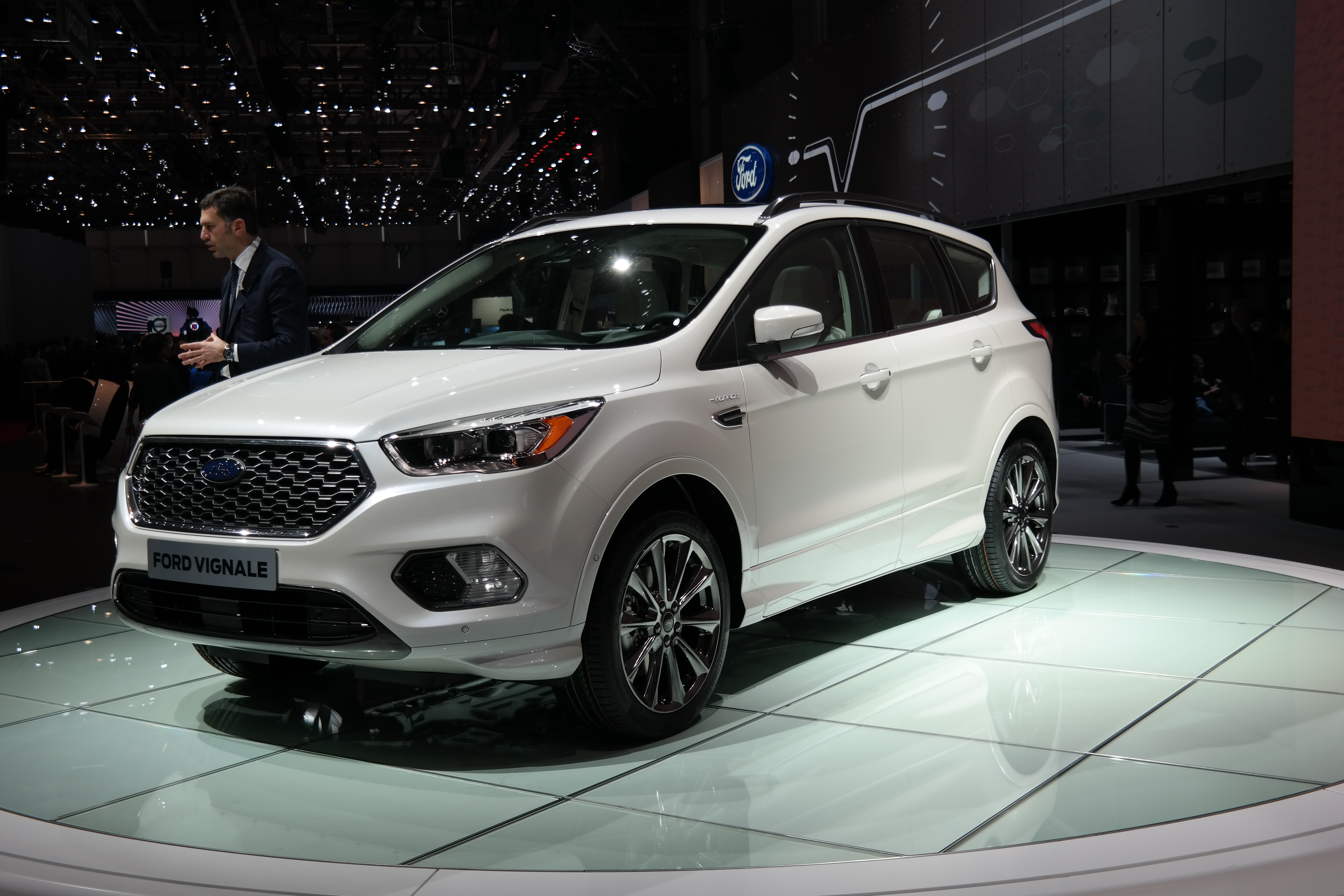
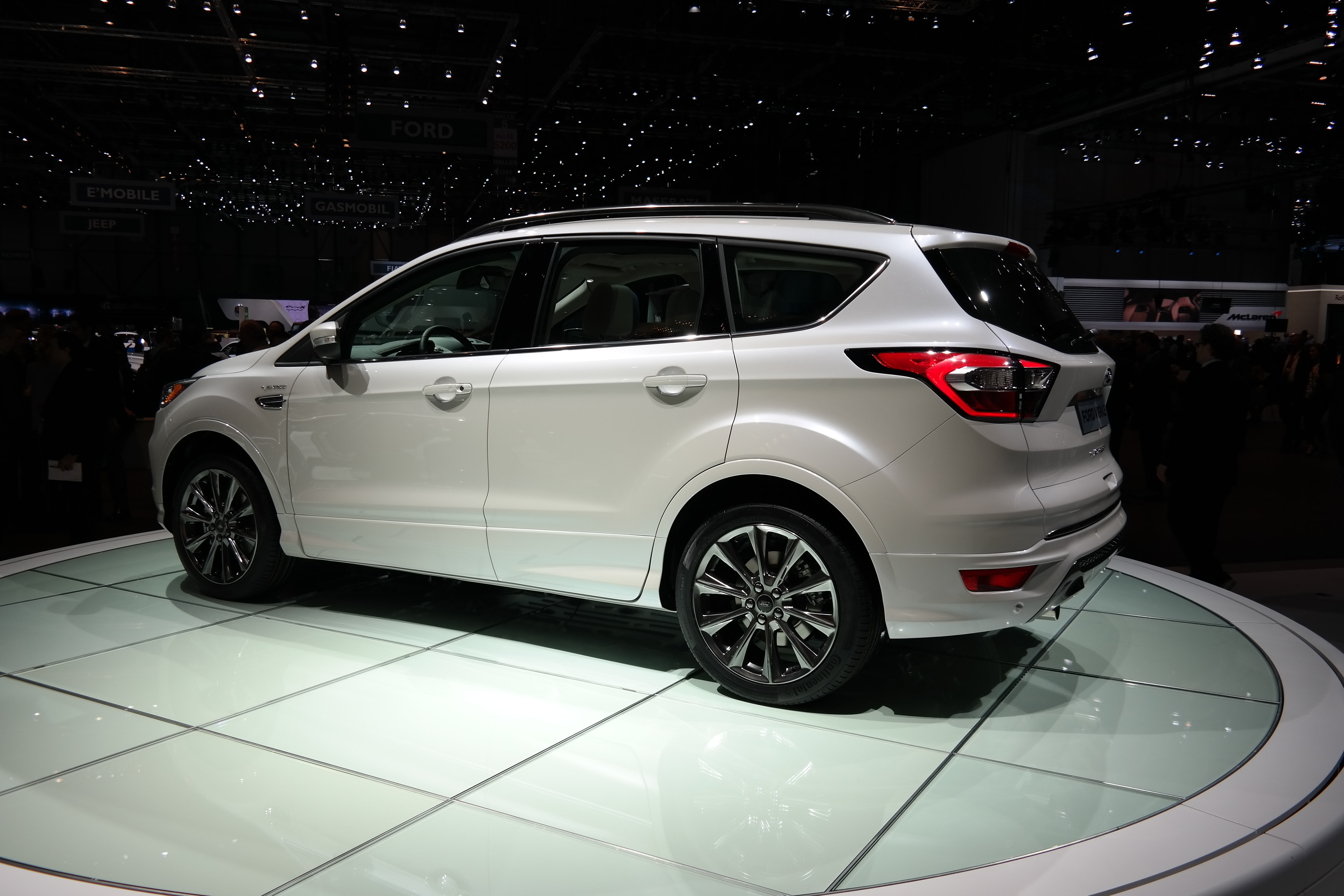

### Moteurs
Moteurs du Ford Kuga :
Essence
- Quatre cylindres en ligne EcoBoost turbo 1,5 L de 148 PS (110 kW ; 150ch) modèles essence et flexifuel-e85
- Quatre cylindres en ligne EcoBoost turbo 1,6 L de 148 PS (110 kW ; 150ch)
- Quatre cylindres en ligne EcoBoost turbo 1,6 L de 180 PS (134 kW ; 182ch), modèles 2 roues motrices et 4 × 4.
- Quatre cylindres en ligne EcoBoost turbo 2,0 L de 239 PS (178 kW ; 242ch), modèle 4 × 4.

Diesel
- TDCi 1,5 L de 118 PS (88 kW ; 120ch)
- TDCi 2,0 L de 138 PS (103 kW ; 140ch)
- TDCi 2,0 L de 148 PS (110 kW ; 150ch)
- TDCi 2,0 L de 161 PS (120 kW ; 163ch)
- TDCi 2,0 L de 178 PS (132 kW ; 180ch)

#### Séries spéciales
- Vignale

### Ford Escape
L'Escape de troisième génération est largement identique au Ford Kuga. Il a été présenté pour la première fois au Salon de l'auto de Los Angeles 2011. Deux moteurs quatre cylindres en ligne EcoBoost turbocompressés sont proposés. Le moteur de base est un quatre cylindres en ligne atmosphérique de 2,5 litres.
Le nouvel Escape est le premier véhicule de Ford à proposer une nouvelle unité de 1,6 litre. Dans le cadre de la refonte de la gamme des moteurs de l'Escape, le modèle hybride avec son groupe motopropulseur Atkinson de 2,5 litres et le moteur V6 de 3,0 litres ont été abandonnés.
Ford affirme que la consommation de carburant du nouveau moteur EcoBoost de 1,6 litre correspondra à celle de l'ancien Ford Escape Hybrid, tandis que le nouveau moteur de 2,0 litres produit plus de couple que le V6 actuel. La transmission est une automatique à six vitesses.
La nouvelle génération du Ford Escape est 10% plus aérodynamique que la génération précédente.
Autre nouveauté pour l'année modèle 2013, le MyFord Touch, disponible sur de nombreux véhicules de Ford. Cette dernière version du logicielle du système MyFord Touch offre une toute nouvelle interface utilisateur et des fonctionnalités supplémentaires.
Une autre nouveauté est le hayon mains libres optionnel. La personne portant l'émetteur d'entrée sans clé peut lever un pied sous le pare-chocs arrière de l'Escape pour ouvrir le hayon. Cette fonctionnalité sera également disponible sur le Ford C-Max Hybrid plus tard dans l'année, et a été introduite sur ce véhicule en Europe.
Le Ford C-Max Hybrid a remplacé le modèle hybride de l'Escape. Les tissus des sièges respectueux de l'environnement sont de série sur les niveaux de finition inférieurs, et la moquette du véhicule est principalement fabriquée à partir de bouteilles d'eau en plastique recyclées. Cela permet au nouvel Escape d'être principalement recyclable à la fin de son cycle de vie[réf. nécessaire].
L'Escape était proposé avec une traction avant dans la version S et une traction avant ou intégrale dans les versions SE, SEL et Titanium. La production du Ford Escape de 2013 a débuté le 11 avril. La production du Ford Escape de 2012 a pris fin le 28 avril 2012, chevauchant légèrement sa production avec le modèle de 2013 en raison de problèmes d'usine, les Ford Escape de 2012 étant limités en disponibilité dans les salles d'exposition de Ford.
À partir de mai 2012, l'Escape de troisième génération est devenu disponible chez la plupart des concessionnaires aux États-Unis et a été introduit au Canada à partir de juin.
La version SEL a été abandonnée après l'année modèle 2013, mais a été réintroduite pour 2018. Pour le modèle de 2015 des États-Unis et du Canada, Ford a mis à jour la spécification standard du moteur quatre cylindres atmosphérique de 2,5 litres à 168 ch (125 kW) et 230 N⋅m de couple.
Le 18 novembre 2015, Ford a dévoilé une mise à jour de mi-cycle de l'Escape, mise en vente début 2016. Le rafraîchissement a ajouté un carénage avant inspiré de l'Edge, tout en peaufinant l'arrière qui arbore désormais des feux arrière remodelés à LED et une calandre hexagonale à deux lamelles nouvellement adoptée. L'intérieur a également été légèrement ajusté dans la zone de l'habitacle et sur le volant.
Le système d'infodivertissement Sync 3 a été ajouté en tant que nouvelle fonctionnalité, ainsi qu'une nouvelle application pour smartphone appelée Sync Connect, qui permet aux propriétaires de surveiller à distance leur véhicule, de vérifier les niveaux de carburant, de verrouiller et de déverrouiller les portes et de démarrer le moteur. La gamme des moteurs EcoBoost de 2,5 L et 2,0 L a été rejointe par une nouvelle option quatre cylindres turbocompressé 1,5 litre de 179 ch (133 kW), remplaçant le moteur de 1,6 L.
Les ingénieurs de Ford ont promis un raffinement supplémentaire pour l'Escape de 2017, comme en témoignent en particulier les niveaux de bruit de la route et du vent extrêmement bas. Les portes et les montants B sont isolés, les passages de roue avant sont doublés et du verre acoustique est utilisé pour les vitres latérales. De plus, de nouveaux joints sont utilisés pour le pare-brise et le capot. Le nouvel Escape a présenté un certain nombre de nouvelles fonctionnalités, des ports USB à chargement plus rapide et une application qui permet aux conducteurs de déverrouiller le véhicule et de démarrer le moteur via un smartphone.
Surnommée Sync Connect, cette fonction permet de localiser le véhicule dans un parking bondé, de vérifier le niveau de carburant et d'alerter le propriétaire lorsque l'entretien est dû. Un certain nombre de fonctions d'assistance au conducteur étaient disponibles: assistance au stationnement améliorée, maintien dans la voie, avertisseur de collision avant et régulateur de vitesse adaptatif. La production du Ford Escape rénové de 2017 a commencé le 18 mars 2016, à l'usine d'assemblage de Louisville, dans le Kentucky.

### Sécurité
| Global:                       | 4/5 étoiles |
| Frontal – Conducteur:         | 4/5 étoiles |
| Frontal – Passager:           | 4/5 étoiles |
| Latéral – Conducteur:         | 5/5 étoiles |
| Latéral – Passager:           | 5/5 étoiles |
| Poteau latéral – Conducteur:  | 5/5 étoiles |
| Tonneau - Traction avant:     | / 19.1%     |
| Tonneau - Traction intégrale: | / 18.5%     |

| Décalage frontal avec chevauchement modéré                     | Bien       |
| Décalage frontal avec petit chevauchement (conducteur) 2013-16 | Mauvais    |
| Décalage frontal avec petit chevauchement (conducteur) 2017-19 | Acceptable |
| Décalage frontal avec petit chevauchement (passager) 2013-19   | Mauvais    |
| Impact latéral                                                 | Bien       |
| Résistance du toit                                             | Bien       |

### Rappel
En mars 2017, Ford a rappelé 692 700 Escape de 2014 en raison de verrous de porte défectueux.

### Risque d'incendie

#### Ford Escape: Amérique du Nord
En décembre 2012, Ford a rappelé, aux États-Unis et au Canada, plus de 70 000 Escape avec les moteurs de 1,6 litre, susceptibles de surchauffer et de provoquer des incendies, après que douze rapports d'incendie dans des Escape aient été signalés à Ford.
En novembre 2013, Ford a rappelé plus de 160 000 Escape avec les moteurs EcoBoost de 1,6 L en raison de fuites d'huile et de carburant pouvant entraîner des incendies moteur, après que 13 incendies causés par des fuites aient été signalés à Ford; le rappel visait également environ 12 000 unités pour corriger les conduites de carburant mal installées qui pouvaient s'irriter et faire fuir de l'essence.
En mars 2017, Ford a rappelé des Escape de 2014 équipés de moteurs EcoBoost de 1,6 L en raison d'un risque d'incendie moteur causé par un «manque de circulation du liquide de refroidissement». Le rappel a en partie contribué à une charge de 300 millions de dollars américains par Ford,.

#### Afrique du Sud
En Afrique du Sud, à partir de 2015, de nombreux Ford Kuga avec le moteur EcoBoost de 1,6 litre, ont pris feu,,,. En décembre 2016, Ford Afrique du Sud a demandé que tous les propriétaires locaux de Kuga apportent leurs véhicules pour une inspection de sécurité. Même après qu'un propriétaire ait emmené son véhicule chez un concessionnaire, que les mécaniciens ont vérifié et ont assuré au propriétaire que le véhicule était sûr, la voiture a tout de même pris feu le lendemain.
Un autre propriétaire a été assuré par un concessionnaire que son véhicule serait en sécurité tant que le niveau de liquide de refroidissement était correct, mais son Kuga a brûlé quelques jours plus tard. En décembre 2015, un chauffeur serait décédé des suites d'un incendie dans son Kuga. Son véhicule aurait présenté plusieurs défauts, mais a été vérifié par Ford et reconnu comme sûr peu de temps avant l'incendie,. Par la suite, il y a eu d'autres rapports d'incendies et d'autres défaillances survenues après des contrôles de sécurité dans les installations de Ford.
Au 16 janvier 2017, au moins 46 Kuga avaient été détruits par le feu en Afrique du Sud,,,, et Ford Afrique du Sud avait confirmé qu'un total de 39 incidents avaient été signalés à l'entreprise. Au 18 janvier 2017, le nombre d'incidents avait atteint 50, dont 13 rien qu'en 2017. Entre novembre 2015 et décembre 2017, 72 véhicules ont été incendiés. Au 4 février 2019, il y avait eu plus de 80 incidents, dont un au 1er février 2019.
Le 16 janvier 2017, Ford Afrique du Sud et la National Consumer Commission (NCC) d'Afrique du Sud ont tenu une conférence de presse pour annoncer un rappel de sécurité du modèle de Kuga concerné, affectant "4 556 modèles avec moteur EcoBoost de 1,6 litre construits entre décembre 2012 et février 2014",,. La NCC a déclaré qu'elle avait décidé d'exercer son pouvoir pour autoriser un rappel pour des raisons de sécurité, et avait ensuite été informée que Ford Afrique du Sud avait décidé de mettre en œuvre un rappel. Entre janvier 2017 et janvier 2018, Ford a mis en œuvre trois rappels de sécurité sur les véhicules.
Ford Afrique du Sud a identifié le mécanisme à l'origine de la majorité des incendies comme étant une surchauffe causée par un manque de circulation du liquide de refroidissement, ce qui pouvait entraîner une fissuration de la culasse, entraînant une fuite d'huile et un incendie ultérieur dans le compartiment moteur,,. La solution proposée consisterait à d'abord remplacer et vérifier les composants et les systèmes concernés, puis à améliorer les systèmes de refroidissement et d'alerte,.
En janvier 2018, 6 Kuga avaient pris feu ou avaient subi des pannes moteur et d'électronique après avoir fait l'objet d'un rappel. En janvier 2017, Ford Afrique du Sud a déclaré qu'elle n'était au courant d'aucune blessure causée par les incendies moteur et a affirmé que l'incident mortel n'était pas le résultat d'un incendie moteur,,. Les causes de l'incendie mortel et d'autres sont contestées,,.
Le 17 janvier 2017, une séquence vidéo qui aurait enregistré une partie de l'incendie mortel est diffusée,. En novembre 2018, la famille du propriétaire décédé a affirmé que Ford Afrique du Sud leur avait proposé un règlement à condition d'accepter qu'il était décédé des suites d'une blessure par balle. À cette époque, la famille était représentée par l'avocat Gerrie Nel d'AfriForum,.
Certains propriétaires de véhicules concernés, la famille du propriétaire décédé et d'autres parties ont critiqué la conduite de Ford Afrique du Sud,,,,,.
Un commissaire de la National Consumer Commission (NCC) a déclaré que la question aurait dû être traitée plus tôt compte tenu du risque pour ceux qui voyagent dans les Kuga touchés et pour d'autres. Dans des documents judiciaires liés à l'incendie mortel, le service de police sud-africain a allégué que Ford Afrique du Sud pourrait avoir manqué à ses obligations en vertu de la loi sud-africaine sur la protection des consommateurs et fait obstruction à l'enquête policière.
Le 17 janvier 2017, la famille du propriétaire décédé a tenu un point presse avec un avocat et a annoncé son intention d'engager un recours collectif contre Ford Afrique du Sud,,. Les propriétaires de modèles non inclus dans le rappel, mais également endommagés par des incendies, ont exprimé leur intérêt à se joindre à une telle poursuite. En janvier 2018, Ford Afrique du Sud voulait offrir aux propriétaires concernés un règlement, qui comprenait un accord de non-divulgation, cela a été critiqué comme étant à la fois inadéquat et une tentative de prévenir le recours collectif.
Le 2 mars 2017, la National Consumer Commission (NCC) a annoncé qu'elle avait ouvert une enquête sur le traitement de l'affaire par Ford Afrique du Sud, après avoir reçu de nombreuses plaintes alléguant ce que la NCC qualifie de "conduite interdite". Le rapport de la CCN a été terminé en avril 2018, date à laquelle Ford Afrique du Sud a contacté les propriétaires concernés avec des offres d'indemnisation.
Le 4 février 2019, une enquête sur la mort du chauffeur en décembre 2015 a été ouverte devant la Haute Cour du Cap occidental au Cap et a été reportée au 18 mars 2019,. Au cours de cette première audience, les avocats des différentes parties ont déclaré que certaines déclarations de témoins étaient en suspens et ont fait des allégations sur les circonstances du décès, le déroulement de l'enquête policière et la conduite de Ford Afrique du Sud,.
Le résultat de l'enquête déterminerait si des poursuites pénales publiques ou privées pourraient suivre,.

#### Nouvelle-Zélande
La télévision néo-zélandaise a rapporté qu'un Ford Kuga Titanium de 2013 a pris feu en décembre 2016. L'incident fait actuellement l'objet d'une enquête de Ford Nouvelle-Zélande. Ford Nouvelle-Zélande affirme que les modèles étudiés en Afrique du Sud ont été construits entre 2012 et 2014 et étaient équipés d'un moteur EcoBoost de 1,6 L. Ils disent également qu'il existe des différences entre les modèles vendus en Afrique du Sud et ceux vendus en Nouvelle-Zélande.
Tant que l'enquête sur l'incident néo-zélandais n'est pas terminée, aucune décision ne peut être prise concernant le rappel des 1 300 voitures du même modèle vendues en Nouvelle-Zélande.

## Troisième génération (2019-)
La troisième génération de Ford Kuga est dévoilée le 2 avril 2019. La troisième génération de Ford Kuga fait sa première apparition publique au salon de Francfort 2019. Il est commercialisé à partir du troisième trimestre 2019 sur les marchés d'Amérique du Nord où il porte l’appellation de Ford Escape.

Ford Kuga III
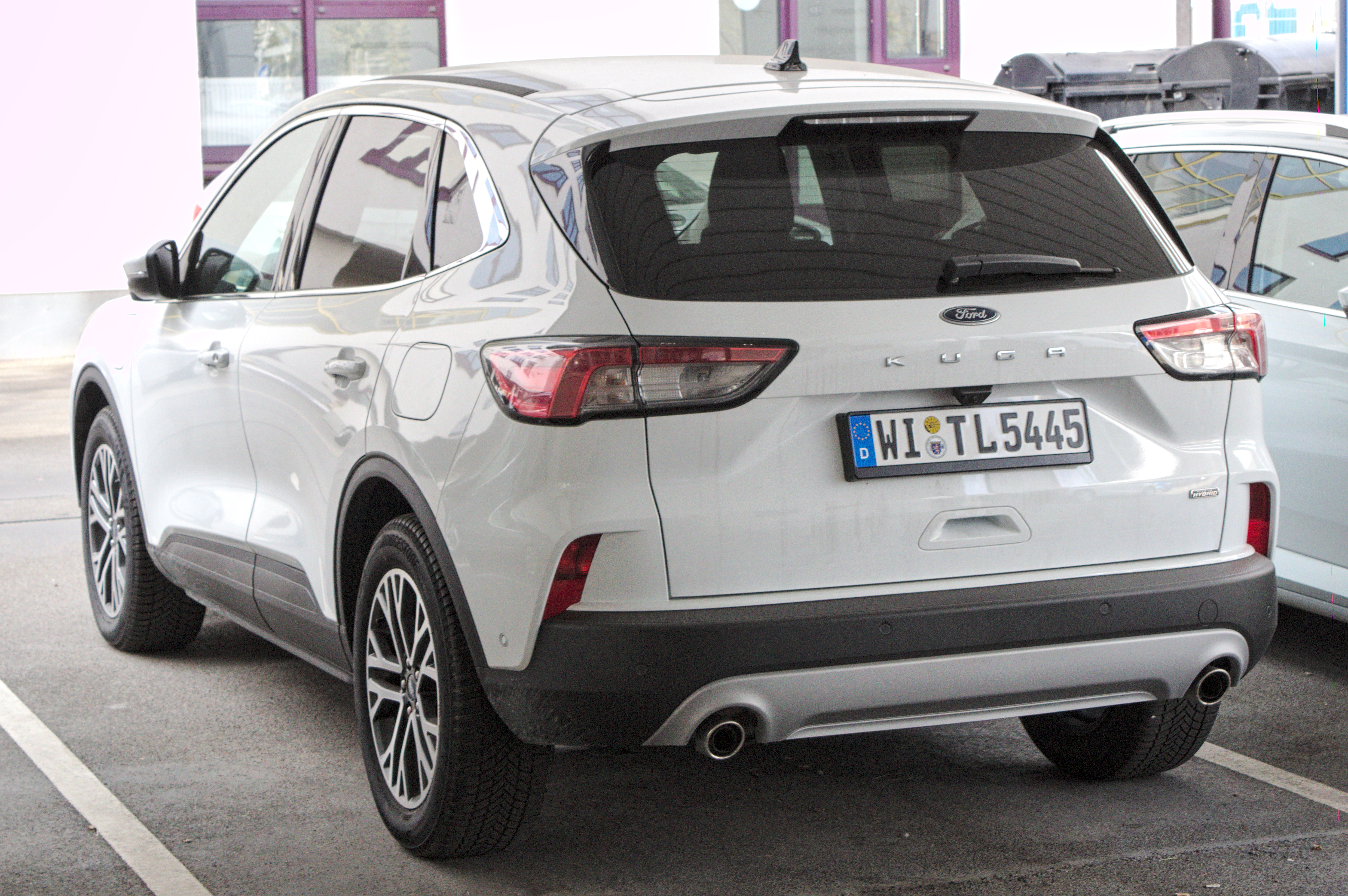
Ford Kuga III
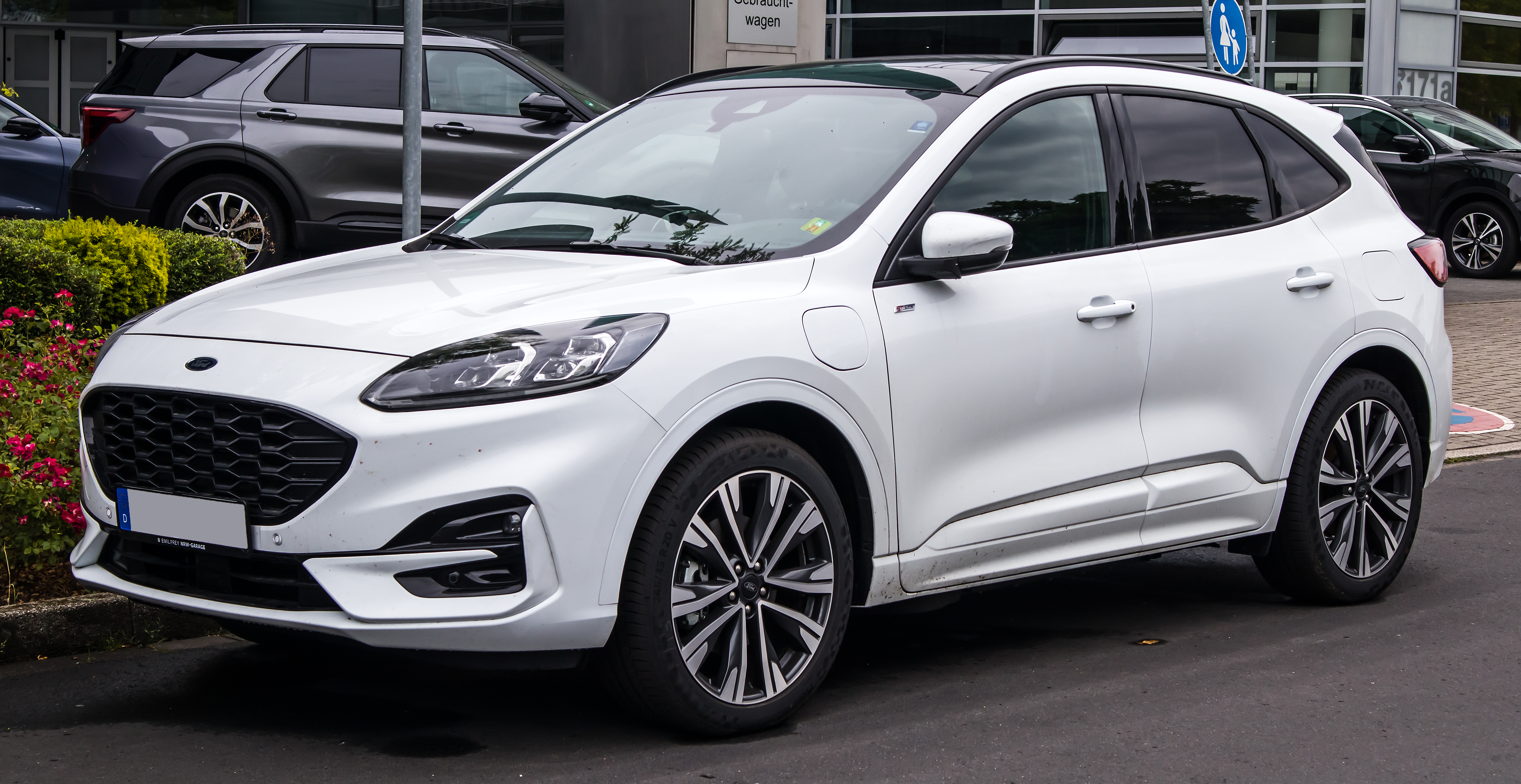
Ford Kuga III ST-Line
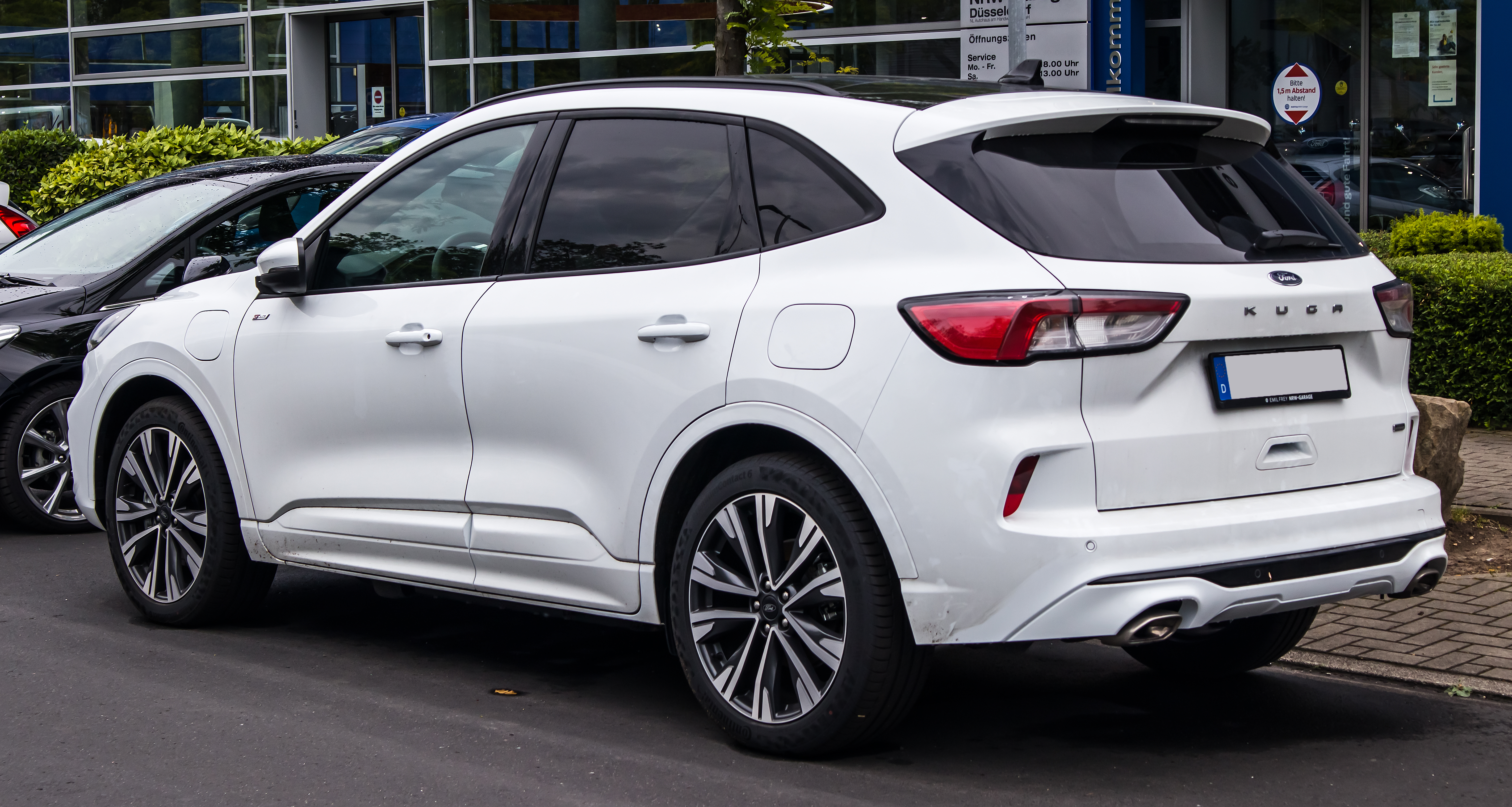
Ford Kuga III ST-Line
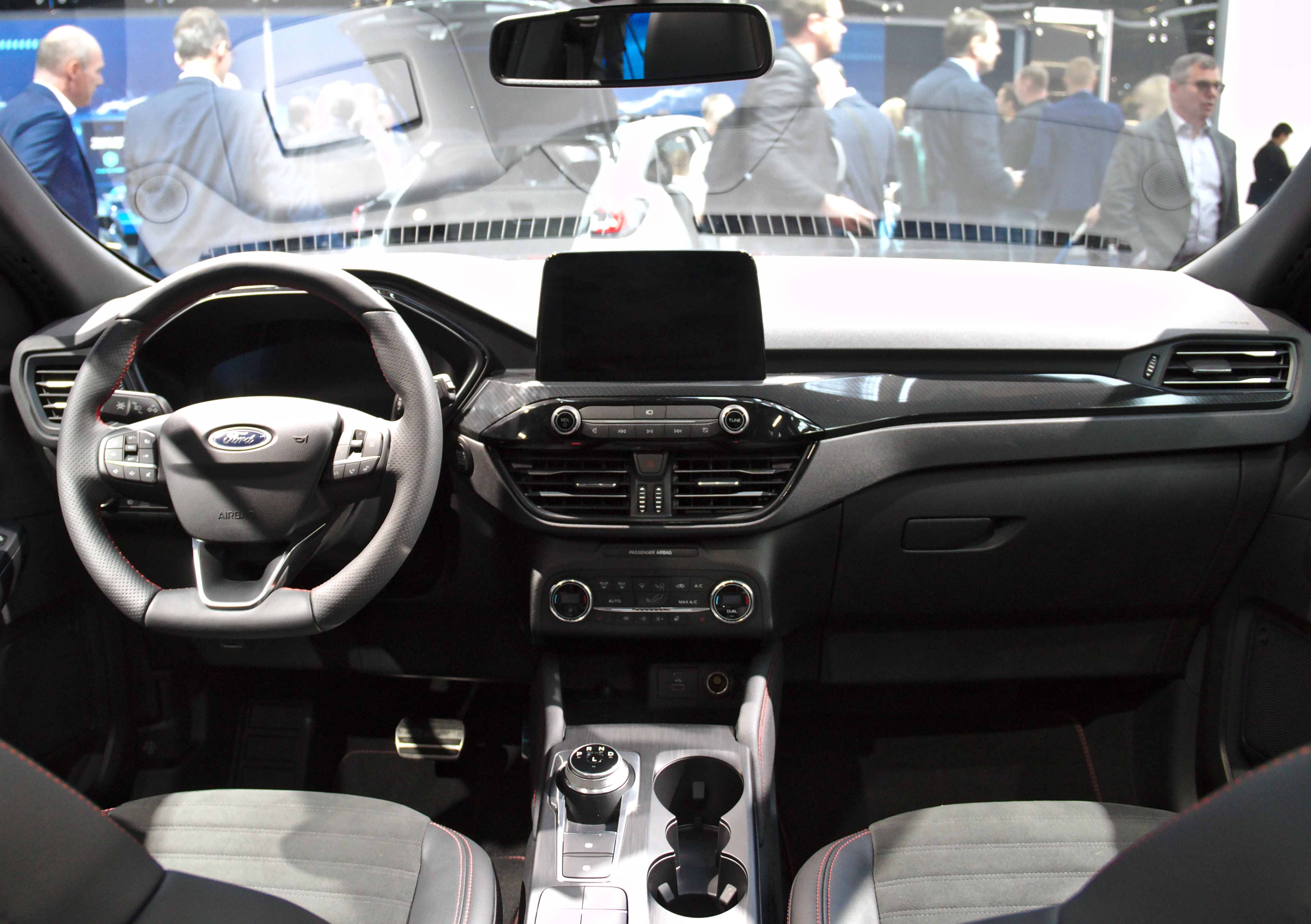
Intérieur

### Phase 2
Un exemplaire de l'Escape restylé est aperçu sur les routes en août 2022 ; il annonce la version restylée du Kuga III, qui est prévue pour 2024.
Le SUV reçoit sur sa face avant une nouvelle calandre hexagonale, des phares redessinés, mais aussi un bouclier et un capot modifiés. L'arrière de cette version restylée évolue également, avec des feux légèrement modifiés.
À bord, le Kuga reçoit un nouvel écran multimédia de 13,2".

### Caractéristiques techniques
Le Kuga III repose sur la plateforme technique C2 partagée avec la berline Focus IV sortie en 2018. Cette nouvelle version est plus spacieuse que la précédente avec une largeur en hausse de 44 mm et une longueur qui grimpe de 89 mm. L'empattement a également été augmenté de 20 mm.

#### Motorisations
Le Kuga propose trois types de motorisations hybrides : hybridation légère mHEV à 48 volts, full hybride FHEV et hybride rechargeable PHEV avec des moteurs thermiques EcoBlue (pour le diesel) et EcoBoost (pour l'essence).
Le Kuga hybride rechargeable reçoit un quatre-cylindres essence atmosphérique 2,5 litres à cycle Atkinson de 225 ch, associé à une transmission CVT et une batterie de 14,4 kWh de capacité lui permettant une autonomie en tout électrique de 88 km en cycle urbain, 64 km en cycle mixte (WLTP). L'ensemble permet d'abaisser les émissions de CO2 à 22 g/km et la consommation à 1,0 L/100 km.
En 2020, Ford organise une campagne de rappel de 20 808 Ford Kuga hybride rechargeable après que plusieurs exemplaires fabriqués avant juin 2020 à l'usine de Valence aient pris feu.
En 2021, Ford lance une motorisation full hybride (FHEV) 2.5 190 ch équipée d'une batterie 1,1 kWh ou 1,4 kWh en transmission AWD.
À partir de 2022, le Kuga abandonne les motorisations diesel et se concentre sur les hybride FHEV, hybride rechargeable PHEV et bioéthanol E85 FHEV Flexifuel.

### Finitions
- Trend (phase 1)
- Trend + (phase 1)
- Titanium (phases 1 et 2)
- ST-Line (phases 1 et 2)
- ST-Line Business (phase 1)
- ST-Line X (phases 1 et 2)
- Active (phase 2)
- Active X (phase 2)
- Vignale (phase 1)

Éditions spéciales
- Kuga Graphite Tech Edition (dès juin 2023)[80] (disponible en hybride et hybride rechargeable)